# Artaw
Artaw (’rt’w “sprawiedliwy”, również Artabanus) – król chorezmijski w drugiej połowie II wieku. Był drugim władcą królestwa Chorezmu, utworzonego przez jego, nieznanego z imienia, poprzednika. Podczas swego panowania rozpoczął budowę miasta Toprak-Kala, które stał się jego stolicą.
Część monet znalezionych w jego stolicy Toprak-Kala przestawiała na awersie tego władcę i Nike koronującą jego głowę. Na rewersie znajdował się: jeździec na koniu, napis po grecku: ΙΥΙΥΕΩΙΕ ΜΕΛΥΙ ΕΙΛΥΙΛΥ i tamga.